# Адамини, Доменико
Доменико Адамини или Дементий Фомич Адамини (1792, Агра, кантон Тичино — 1860) — русский архитектор и инженер швейцарского происхождения.

## Биография
Происходил из семьи итальянских швейцарцев, архитекторов Адамини. Сын Томмазо (Фомы Леонтьевича) Адамини (1764—1828). Младший брат Леоне (Льва Фомича) Адамини, архитектора. Его двоюродным братом был архитектор и инженер Антонио (Антон Устинович) Адамини.
Прибыл в Россию вместе с отцом и старшим братом. В начале работал в качестве помощника своего отца Фомы Леонтьевича.
С 1818 года был на русской службе в качестве «каменных дел мастеров» при Кабинете Его Величества.
Состоял в комиссиях по сооружению Михайловского дворца для великого князя Михаила Павловича (с 1819 г., ныне Государственный Русский музей).
В 1820 году начал работать у Карло Росси на строительстве здания Главного штаба (Санкт-Петербург). Позже был занят перестройкой дворца на Елагином острове (с 1823-го). В том же году был принят на работу в качестве помощника Огюста Монферрана при возведении Исаакиевского собора.
Через два года после своего отца в 1827 году вышел в отставку. После возвращения на родину, работал, в основном, в Италии и на территории Австро-Венгерской империи.
Д. Адамини сделал большой вклад в работу Монферрана, но был уволен, для продолжения работы с Росси.
Как и все члены его семьи, Доминик был инженером-строителем самого высокого уровня, получившим основательную теоретическую подготовку, которая отличала его работу. Среди его наиболее важных работ:
- Дом Адамини, построенный на углу Марсова поля и набережной Мойки (1823—1827),
- Перенос Румянцевского обелиска на Васильевском острове
- Церковь Иоанна Крестителя в Царском Селе совместно с братом Леоне (Льва Фомича) Адамини (1825—1826),
- Перестройка Церкви Екатерины и Рождества Пресвятой Богородицы в Павловске
- Памятник в честь Бородинской битвы (Петербург, 1837)